# Cale de administrare
Calea de administrare (denumită și mod de administrare) este, în farmacologie și toxicologie, calea pe care este administrată în organism o substanță medicamentoasă sau o substanță toxică. Acestea sunt adesea clasificate în funcție de locul în care substanța este aplicată. De exemplu, administrarea se poate face pe cale orală, topică sau intravenoasă.
Drumul pe care îl parcurge substanța de la locul de administrare pe o anumită cale și până la ținta moleculară pe care ea acționează este subiectul științei denumite farmacocinetică (absorbție, distribuție, metabolizare și eliminare). De asemenea, localizarea țintei moleculare ține de știința denumită farmacodinamică.

## Clasificare

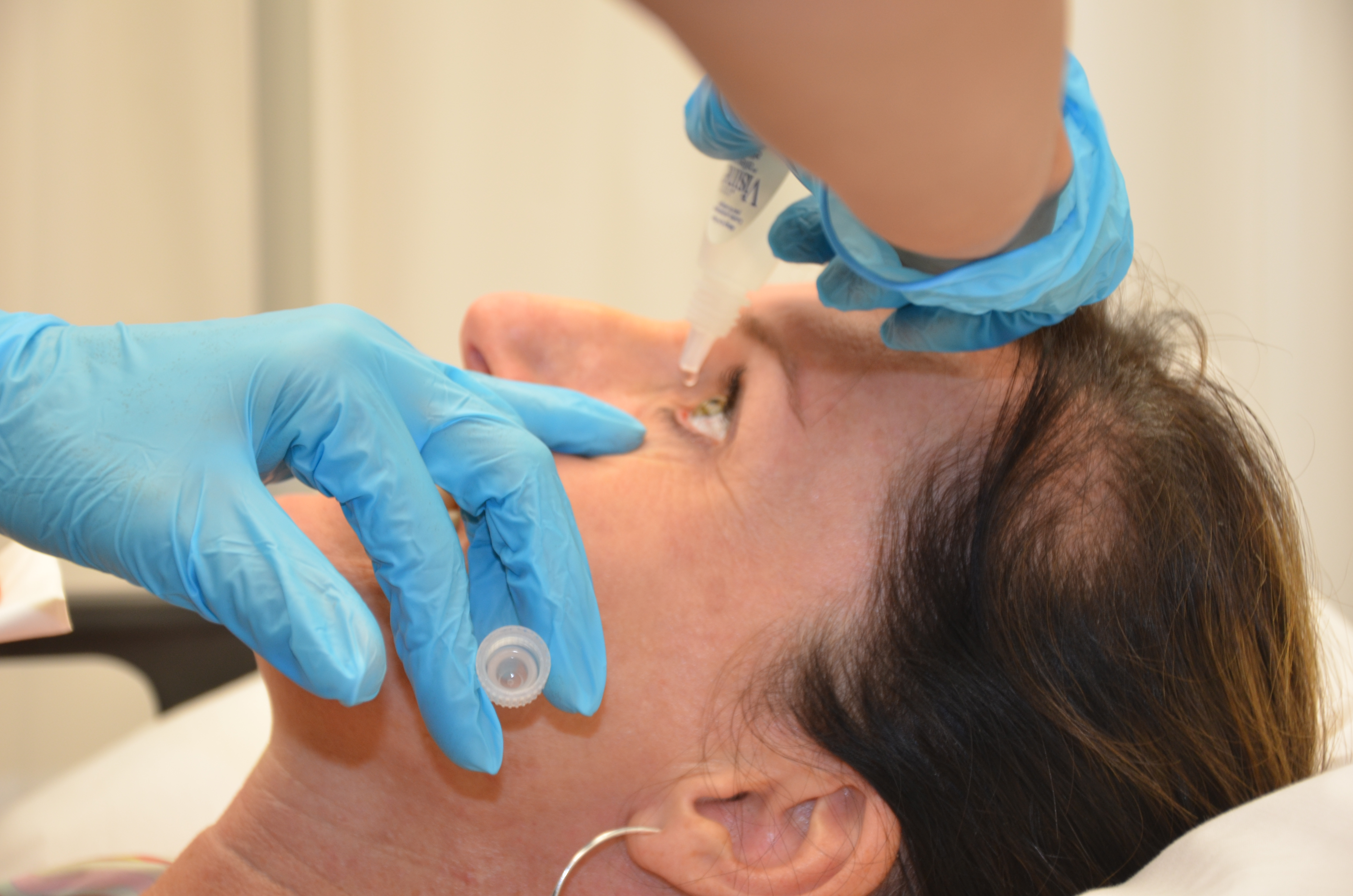
Procedeul de administrare al picăturilor oftalmice se numește instilare

Căile de administrare pot fi clasificate, în primul rând, în căi naturale și artificiale (cele parenterale, care necesită utilizarea perfuziei sau a injecțiilor).
Căi naturale
- Oral - administrare prin cavitatea bucală
- Bucal - administrare între gingii și obraz
- Sublingual - administrare sub limbă
- Ocular - administrare la nivelul mucoasei oculare
- Auricular - administrare la nivelul urechii externe
- Respirator, inhalator, nazal - administrare la nivelul aparatului respirator
- Intrarectal - administrare la nivelul rectului
- Intravaginal - administrare la nivelul vaginului
- Uretral - administrare la nivelul uretrei
- Cutanat - administrare la nivelul pielii

Căi artificiale
- Căile parenterale (vezi mai jos)

### După locul de administrare

#### Enteral sau gastrointestinal

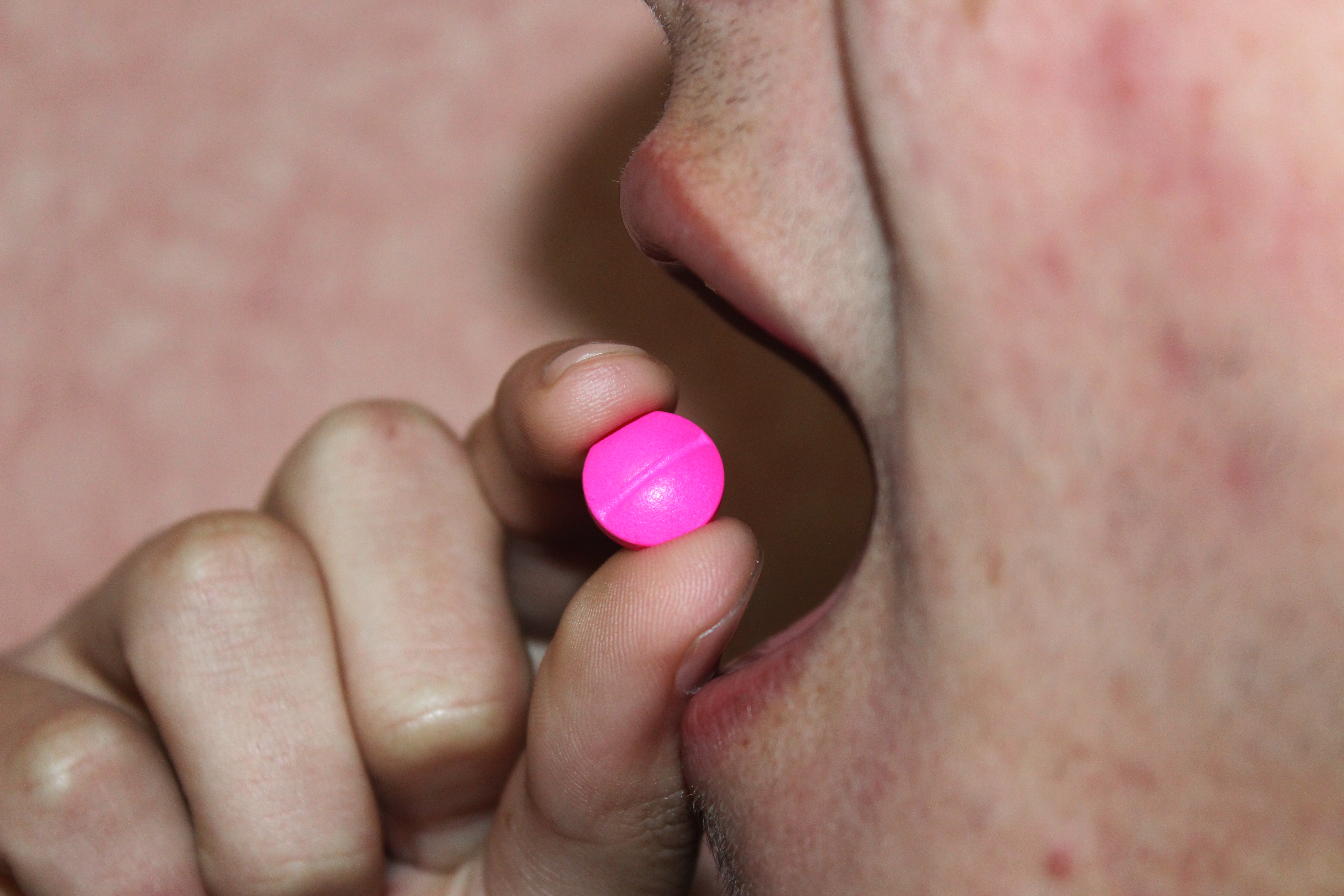
Administrarea orală a unui comprimat

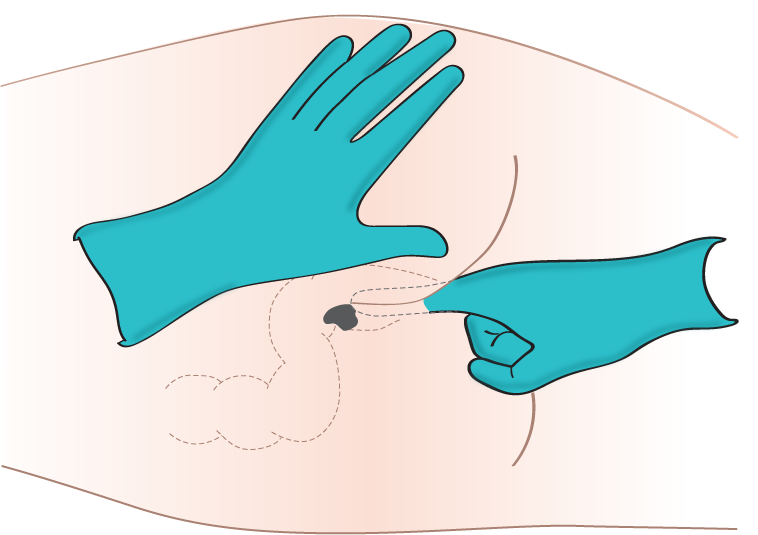
Administrarea rectală a unui supozitor

Administrarea cu ajutorul tractului gastrointestinal este câteodată denumită calea enterală, și include următoarele administrări: orală (prin intermediul cavității bucale) și (intra)rectală (prin intermediul rectului). Totuși, termenul potrivit este cel de administrare gastrointestinală, deoarece chiar dacă un medicament este administrat pe cele două căi, el se poate absorbi și la nivel gastric, în afara absorbției enterice (duodenale). De asemenea, în această clasă sunt incluse și administrările care au loc în cavitatea bucală, de unde substanța se poate absorbi: sublingual, sublabial și bucal.
Calea orală, denumită și calea per os (PO) este cea mai frecvent utilizată în practică și se pretează pentru automedicație. Este eficientă pentru medicamente cu biodisponibilitate ridicată și nu este recomandată pentru medicamente care sunt puternic iritante alte tractului gastrointestinal sau la pacienții care prezintă vomă. Printre factorii care afectează absorbția pe această cale sunt: stabilitatea la pH acid, timpul de golire al stomacului, peristaltismul intestinal, alimentele și funcția hepatică. Pe calea orală se pot administra foarte multe forme farmaceutice, printre care se numără: comprimate, capsule, siropuri, suspensii, etc.
Calea (intra)rectală (administrarea de supozitoare la nivelul rectului) produce efect sistemic și se pretează la pacienții care nu pot utiliza calea orală (în caz de vomă, convulsii, etc.), însă poate interesa și un efect strict local (antiinflamator, antiinfecțios). Absorbția la acest nivel se face prin mucoasa rectală. Această cale este foarte eficientă, în special la pacienții în vârstă, și prezintă avantajul unei absorbții foarte bune și rapide datorită vascularizației bogate.
Calea sublinguală (administrare sub limbă) și cea bucală (administrare între gingii și obraz) este avantajoasă la substanțele care prezintă o biodisponibilitate scăzută, deoarece absorbția la aceste nivele se face fără implicarea metabolizării hepatice.
Calea inhalatorie sau respiratorie este o cale eficientă de administrare, absorbția făcându-se la nivelul alveolelor pulmonare, puternic vascularizate, ceea ce permite o absorbție rapidă și completă. Și în acest caz este posibilă obținerea unui efect sistemic (de exemplu, la anestezice locale) sau local (bronhodilatatoarele în tratamentul astmului).

#### Parenteral

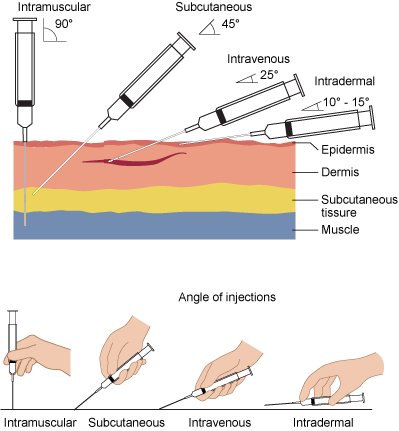
Administrarea parenterală: metodele pentru căile IM, SC, IV, ID

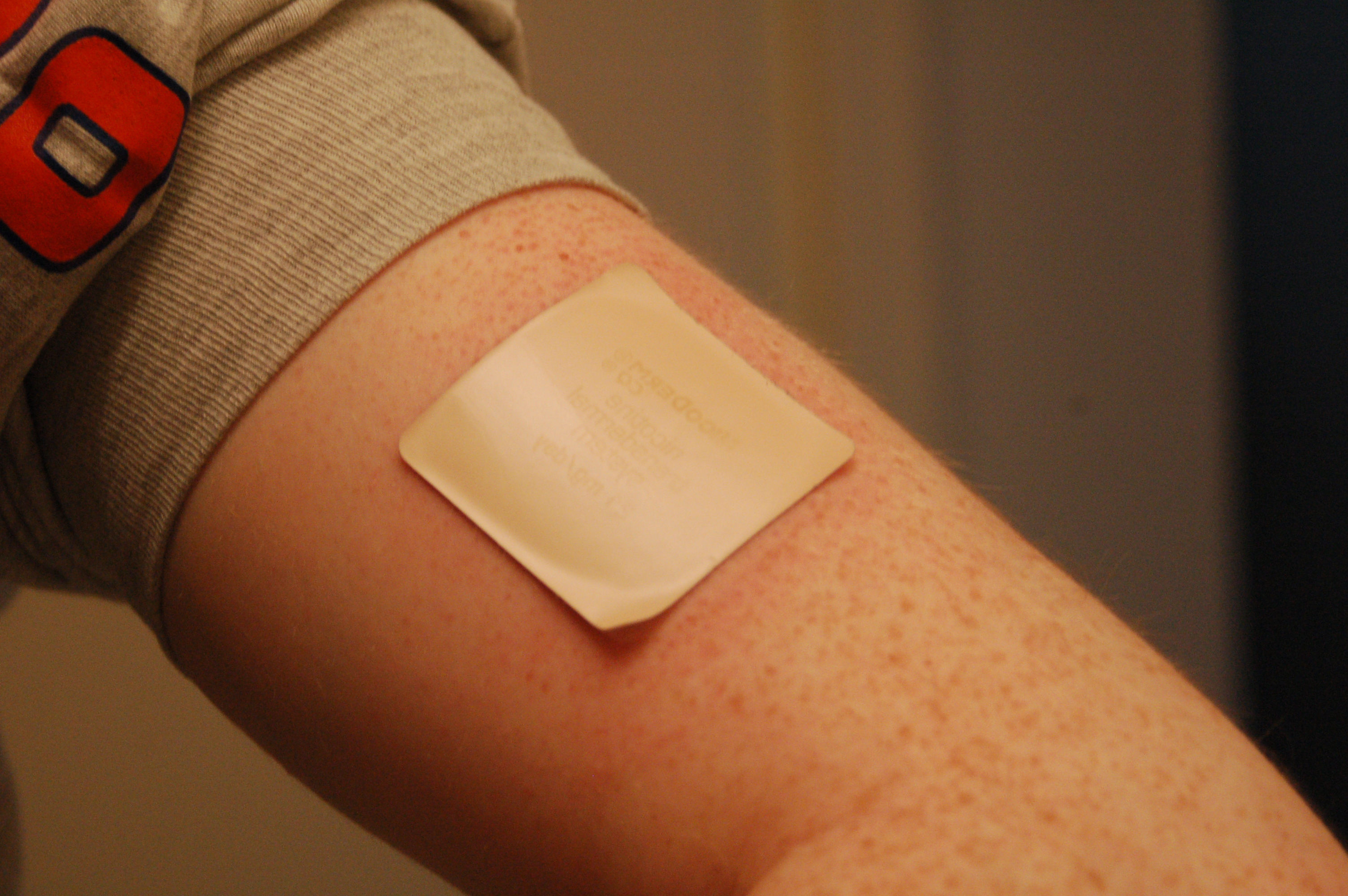
Administrarea transdermică

Administrarea parenterală este orice tip de administrare care nu necesită un proces de absorbție la nivelul tractului gastrointestinal (par- + enteral). Căile parenterale sunt utilizate: pentru substanțe ce prezintă biodisponibilitate orală scăzută, la pacienții care nu pot să ia medicație orală, când se dorește un efecte imediat (în urgențe, calea intravenoasă este de elecție) sau când se dorește un control strict al farmacocineticii medicamentului.
Dezavantajul acestei căi este faptul că este necesară utilizarea unui dispozitiv medical pentru administrare, precum: sistem de perfuzie, injecție (ac și siringă) sau cateter.
Există foarte multe tipuri de administrări parenterale:
- intravenos (IV) - administrare într-o venă, prezintă o biodisponibilitate de 100%[5]
- intramuscular (IM) - administrare în mușchi
- intracardiac - administrare în miocard
- intraosos - administrare în os
- intraperitoneal - administrare în peritoneu
- intraseros - administrare într-o seroasă: intraperitoneal, intrapleural, intrapericardic
- subcutanat (SC) - administrare
- intradermic (ID) - administrare în derm
- transdermic - administrare prin piele
- intraarticular - administrare în articulații
- intratecal - administrare în meninge
- epidural - administrare în canalul rahidian
- intracavernos - administrare la baza penisului

#### Topic

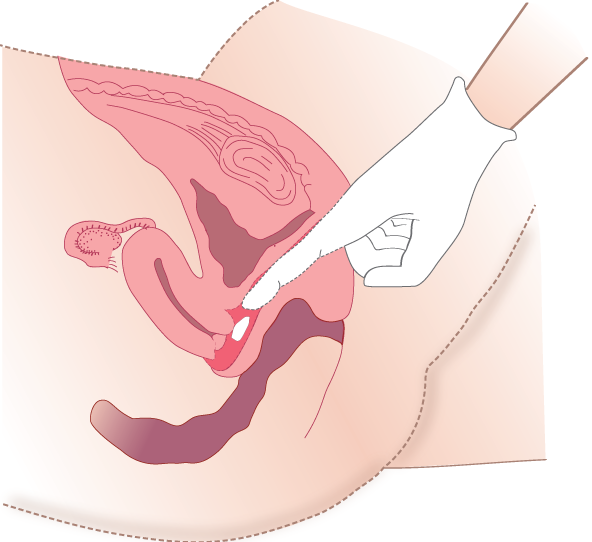
Administrarea intravaginală

Medicația topică are ca scop administrarea pe o cale astfel încât efectul care să se obțină să fie strict local, evitându-se astfel efectele sistemice (administrare locală, externă). Acest lucru este de dorit în cazul unor medicamente care prezintă toxicitate ridicată sistemică, dar care sunt necesare pentru a rezolva o afecțiune locală. De obicei, ele sunt formulate în așa fel încât să fie slab lipofile, pentru a se reduce absorbția sistemică.
Trebuie de asemenea făcută diferență dintre medicamentele administrate oral cu efect sistemic și cele administrate oral pentru obținerea unui efect local (în acest caz, topic). Substanțele medicamentoase care sunt foarte slab absorbite la nivelul tractului gastrointestinal se pot administra oral și își pot manifesta efectul la nivelul mucoasei gastrointestinale, fără să ajungă în circulația sistemică. Un exemplu sunt antiinfecțioasele gastrice, precum vancomicina, care se ia oral pentru colita indusă de Clostridium difficile.
În această categorie intră toate preparatele administrate pe mucoase, cu scopul obținerii unui efect local, pe căile: nazală, auriculară, oftalmică, rectală, vaginală dar și calea cutanată.